# 駒大スポーツ
駒大スポーツ（こまだいスポーツ）は、駒澤大学スポーツ新聞編集部が発行する学生スポーツ新聞。通称は「コマスポ」。駒澤大学ジャーナリズム・政策研究所（通称：ジャナ研）に属する。

## 概要
駒澤大学陸上競技部や硬式野球部、サッカー部など体育会所属の部活動や学内外の情報について、「ジャナ研」の学生研修員であるコマスポ記者が取材。年に4回、駒大スポーツ新聞を発行する。
その他、本サイト「コマスポ」やSNSにて発信。大学構内にで配布している。年末には浜松町の大学スポーツ新聞集配所でも配布を行う（青学、駒澤、中央、帝京、東洋、法政、明治、立教、早大の9校が参加）。また、電子書籍でも販売している。

### 主な運動部
- 駒澤大学硬式野球部
- 駒澤大学体育会サッカー部
- 駒澤大学陸上競技部
- 駒澤大学バスケットボール部
- 駒澤大学バレーボール部
- 駒澤大学アメリカンフットボール部
- 駒澤大学ボクシング部
- 空手道部、卓球部、体操競技部、テニス部、剣道部、相撲部、アイスホッケー部など